# نوسان بولینگ
| کواترنری    | کواترنری | کواترنری   | کواترنری        | کواترنری        |
| سامانه/دوره | ردیف/دور | اشکوب/عصر  | سن (میلیون سال) | سن (میلیون سال) |
| ----------- | -------- | ---------- | --------------- | --------------- |
| کواترنری    | هولوسن   | مگالاین    | ۰               | ۰/۰۰۴۲          |
| کواترنری    | هولوسن   | نورث‌گریپین | ۰/۰۰۴۲          | ۰/۰۰۸۲          |
| کواترنری    | هولوسن   | گرینلندین  | ۰/۰۰۸۲          | ۰/۰۱۱۷          |
| کواترنری    | پلیستوسن | تارانشین   | ۰/۰۱۱۷          | ۰/۱۲۶           |
| کواترنری    | پلیستوسن | چیبانین    | ۰/۱۲۶           | ۰/۷۸۱           |
| کواترنری    | پلیستوسن | کالابرین   | ۰/۷۸۱           | ۱/۸۰            |
| کواترنری    | پلیستوسن | گلاسین     | ۱/۸۰            | ۲/۵۸            |
| نئوژن       | پلیوسن   | پیاسنزین   | پیش از آن       | پیش از آن       |

نوسان بولینگ (انگلیسی: Bølling oscillation) دوره میان‌یخچالی گرم میان دوره‌های سرد اولدست دریاس و اولدر دریاس در آخرین عصر یخبندان بود. نام این نوسان اقلیمی از نام دریاچه بولینگ در مرکز یوتلاند گرفته شده‌است.
آغاز نوسان بولینگ با افزایش مشخص و واضح دمای هوا در پایان اولدست دریاس در ۱۴۶۷۰ سال پیش مشخص شده‌است. ایزوتوپ‌های اکسیژن به‌دست آمده از یخ‌های گرینلند نشان‌دهنده بیشینه گرمایی بولینگ در ۱۴۶۰۰ و ۱۴۱۰۰ سال پیش است.

## گیاهان
از میان دو دوره نوسانی گرم بولینگ و آلرود، بولینگ گرم‌تر بوده و به‌صورت اتفاقی روی داده‌است. طی نوسان بولینگ سطح دریاها به دلیل ذوب یخچال‌ها حدود ۳۵ متر بالا آمده و بخش‌های بزرگی از شمال اروپا عاری از پوشش یخ شده و جنگل‌های گرمسیری در اروپا عرض جغرافیایی ۲۹ تا ۴۱ درجه را پوشاندند. پس از برخی گونه‌های گیاهی پیشرو مانند گل مبارک کوهی، درختان سخت‌چوبی مانند بلوط و درختان نرم‌چوبی مانند توس و کاج برای کدت کوتاهی در حد چندصد سال در شمال این منطقه گسترده شدند.

## جانوران
طی نوسان بولینگ، جانوران پلیستوسن پسین از سه شبه‌جزیره اسپانیا، ایتالیا و بالکان به سمت شمال گسترده شدند. متخصصان ژنتیک می‌توانند محل کلی آن‌ها را با مطالعه درجه قرابت با جانوران امروزی اروپا تعیین نمایند. محل‌های شکار انسان‌های باستانی نیز به‌عنوان منبع مهم سنگواره زیاگان این دوره باقی مانده‌است.